# Brockman Adams

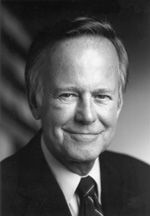
Brockman Adams

Brockman Adams (* 13. Januar 1927 in Atlanta, Georgia; † 10. September 2004 in Stevensville, Maryland) war ein US-amerikanischer Politiker (Demokratische Partei). Er vertrat Washington in beiden Häusern des US-Kongresses und war 1977 bis 1979 Verkehrsminister unter Präsident Jimmy Carter.

## Biografie

### Frühes Leben
Brock Adams wuchs in Portland (Oregon) als Sohn von Charles Leslie und Vera Eleanor Adams auf; auch hatte er eine Schwester, Phyllis. Nach dem Besuch der Pflichtschule zog er nach Seattle, wo er 1949 an der University of Washington seinen Abschluss in Rechtswissenschaften machte. 1952 folgte sein Diplom an der Harvard Law School. Seinen Militärdienst verrichtete Adams von 1944 bis 1946 als Matrose in der United States Navy.
Adams eröffnete in Seattle eine Anwaltskanzlei und unterrichtete ab 1954 bis 1960 parallel zu seiner Arbeit als Anwalt als Dozent am American Institute of Banking.

### Politische Karriere
1961 erfolgte Adams’ Ernennung zum Bundesstaatsanwalt für den westlichen Distrikt von Washington, eine Funktion, die er bis 1964 ausübte. Im selben Jahr kandidierte er mit Erfolg als Parteimitglied der Demokraten für einen Sitz im Repräsentantenhaus der Vereinigten Staaten. Adams, der sechsmal in Folge wiedergewählt wurde, amtierte vom 3. Januar 1965 bis zu seinem freiwilligen Rücktritt am 22. Januar 1977. Im Jahr 1977 wurde Adams von Präsident Jimmy Carter zum 5. US-Verkehrsminister ernannt; er gehörte dem Kabinett jedoch nur knapp zwei Jahre bis zum 20. Juli 1979 an.
In den kommenden acht Jahren nahm Adams kein politisches Amt wahr. Er ließ sich in Washington, D.C. nieder, wo er als Anwalt praktizierte und unter anderem die Interessen der neu gegründeten CSX Corporation vertrat. Am 4. November 1986 wurde Adams zum US-Senator gewählt. Er trat sein Amt am 3. Januar 1987 an. 1992 verzichtete er auf eine erneute Kandidatur, da acht Frauen in der Tageszeitung Seattle Times behauptet hatten, Adams hätte sie sexuell belästigt oder sogar vergewaltigt. Obwohl Adams stets seine Unschuld beteuerte, war sein politisches Image angekratzt, so dass er am 3. Januar 1993 sein Mandat als Senator niederlegte. Auch, so waren seine Überlegungen, würde der nun vakante Senatssitz durch einen Demokraten neu besetzt werden, was mit der Parteikollegin Patty Murray auch tatsächlich geschah.

### Spätes Leben
Adams zog sich nun ins Privatleben zurück, das er mit seiner Frau Mary Elizabeth Adams teilte, die er 1952 geheiratet hatte. Die beiden hatten vier gemeinsame Kinder, zwei Söhne (Scott und Dean), sowie zwei Töchter (Kokie und Aleen). Adams hatte zuletzt sieben Enkelkinder.
Brockman Adams erkrankte an der Parkinson-Krankheit und starb 2004.